# Amela Kršo
Amela Kršo (* 17. April 1991 in Foča) ist eine bosnische Fußballspielerin, die seit dem Jahr 2011 auch A-Nationalspielerin ist.

## Karriere

### Karriere
Kršo begann für den in Zenica ansässigen ŽFK Iris Zenica mit dem Fußballspielen. Nach Durchlaufen der Altersklassen bis zur B-Jugend wurde sie im Alter von 16 Jahren von der ersten Mannschaft des in der Ženska nogometna liga BiH vertretenen SFK 2000 Sarajevo verpflichtet, für die sie 2012 und 2013 im Wettbewerb der UEFA Women’s Champions League eingesetzt wurde. Nach der Saison 2012/13 begab sie sich nach Banja Luka zum Ligarivalen ŽFK Banja Luka, für den sie bis zum August 2014 aktiv war. Anschließend – nach Ungarn gelangt – spielte sei für Ferencváros Budapest in der Női NB I, der höchsten Spielklasse im ungarischen Frauenfußball. Nach ihrer vorzeitigen Vertragsauflösung im Dezember 2014 unterzeichnete sie einen Vertrag mit dem 1. FFC Turbine Potsdam. Ihr Pflichtspieldebüt für den Verein gab sie am 22. Januar 2015 (15. Spieltag) beim 6:1-Sieg im Heimspiel der Bundesligabegegnung mit dem SC Freiburg mit Einwechslung für Asano Nagasato ab der 76. Minute. Ihr erstes Tor in der höchsten deutschen Spielklasse gelang ihr am 10. Mai 2015 (22. Spieltag) beim 3:1-Sieg im Heimspiel gegen  den FF USV Jena mit dem Treffer zum Endstand in der 87. Minute. Anschließend kehrte sie zum SFK 2000 Sarajevo zurück, bei dem sie noch bis zum Saisonende 2024/25 unter Vertrag steht. In der laufenden Saison 2024/25 bestritt sie (bislang) sieben Punktspiele, in denen sie drei Tore erzielte.

### Nationalmannschaft
Kršo bestritt in den Jahren 2009 und 2010 neun Länderspiele für die U19-Nationalmannschaft, in denen sie ein Tor erzielte. Im September 2011 wurde sie dann erstmals für ein A-Länderspiel nominiert und gab ihr Debüt am 17. September 2011 in Sarajevo bei der 0:1-Niederlage im Freundschaftsspiel gegen die Nationalmannschaft Italiens.

## Erfolge
- Bosnischer Meister 2017, 2018, 2019, 2020, 2021, 2022, 2023, 2024
- Bosnischer Pokalsieger 2017, 2018, 2019, 2021, 2022, 2023